# Michal Hašek
Michal Hašek (* 17. dubna 1976 Brno) je český advokát a politik, bývalý zastupitel Jihomoravského kraje a bývalý statutární místopředseda České strany sociálně demokratické. Mezi lety 2008 a 2016 byl hejtmanem Jihomoravského kraje a také předsedou Asociace krajů České republiky a v letech 2002–2009 a 2010–2014 poslancem Parlamentu České republiky. Od roku 2024 je členem strany PRO (dříve PRO 2022)
V Jihomoravském kraji byl dlouhodobě považován za oblíbeného politika, mezi hejtmany patřil k nejpopulárnějším v rámci celé ČR (od roku 2015 do března 2016 trvale 1. místo), současně byl však hlavním aktérem několika kauz, například Lánského puče části vedení ČSSD s prezidentem Milošem Zemanem po parlamentních volbách v roce 2013, o kterém lhal v přímém televizním přenosu, či kauzy s fiktivní tiskovou mluvčí a placením propagačních článků v Parlamentních listech, která se objevila v polovině roku 2016.
V krajských volbách v říjnu 2016 jakožto lídr kandidátky ČSSD v Jihomoravském kraji potřetí usiloval o křeslo hejtmana. Byl zvolen jako zastupitel kraje, znovuzvolen byl i v roce 2020. Od dubna do prosince 2021 působil jako náměstek ministra vnitra ČR. V roce 2024 se vrátil do aktivní politiky jako člen a krajský předseda strany PRO 2022 (od roku 2025 PRO) Jindřicha Rajchla.

## Vzdělání, rodina
Maturoval v roce 1994 na gymnáziu v Tišnově. V roce 1999 dokončil Právnickou fakultu Masarykovy univerzity (diplomová práce Přeměna družstva v jiný podnikatelský subjekt), čímž získal titul magistr (Mgr.). V roce 2010 pak získal titul doktora práv (JUDr.) na slovenské soukromé Vysoké škole v Sládkovičove, kterou v té době vedl slovenský poslanec za SMER-SD Mojmír Mamojka, jenž byl také konzultantem jeho práce. Michal Hašek na základě zájmu veřejnosti slíbil, že zveřejní jak svoji rigorózní práci, tak i její oponentské posudky, ale nikdy tak skutečně neučinil. Novinářům se ji ale později podařilo získat. V červnu 2021 složil advokátní zkoušku.
S manželkou Veronikou má dceru Justýnu.

## Začátky veřejné činnosti
V letech 1997 až 1998 působil jako asistent starosty obce Drásov, v letech 1998 až 2000 byl asistentem poslance Parlamentu České republiky. Členem České strany sociálně demokratické byl od roku 1998. V komunálních volbách roku 1998, komunálních volbách roku 2002 a komunálních volbách roku 2006 byl zvolen do zastupitelstva obce Drásov za ČSSD. Profesně se k roku 1998 uváděl jako vysokoškolský student. V roce 2001 byl zvolen starostou obce Drásov, kde později vykonával do konce roku 2009 funkci místostarosty.

## Poslanec
Ve volbách v roce 2002 byl zvolen do Poslanecké sněmovny za Českou stranu sociálně demokratickou (volební obvod Jihomoravský kraj). Byl členem sněmovního výboru pro veřejnou správu, regionální rozvoj a životní prostředí a členem zemědělského výboru. V letech 2005–2006 rovněž zasedal v organizačním výboru sněmovny. V období let 2002–2006 zastával post místopředsedy poslaneckého klubu ČSSD, od ledna 2006 do konce funkčního období v červnu 2006 byl předsedou klubu. Mandát poslance obhájil ve volbách v roce 2006. V letech 2006–2007 působil jako místopředseda sněmovního výboru pro bezpečnost, v letech 2007–2009 coby místopředseda zemědělského výboru. V letech 2006–2009 navíc byl členem organizačního výboru. V období červen 2006 – prosinec 2008 byl předsedou poslaneckého klubu ČSSD. Od ledna 2007 byl navíc stínovým ministrem zemědělství za ČSSD. Ve Sněmovně setrval do počátku března 2009, kdy rezignoval na poslanecký mandát.

## Hejtman
Když se 27. února 2009 Michal Hašek vzdal poslaneckého mandátu, své rozhodnutí zdůvodnil tím, že není dlouhodobě možné kvalitně zvládat pracovat jako jihomoravský hejtman a poslanec českého Parlamentu. Na podzim 2008 v krajských volbách totiž kandidoval na hejtmana Jihomoravského kraje, pod jeho vedením ČSSD vyhrála a Michal Hašek se 21. listopadu 2008 stal hejtmanem Jihomoravského kraje. Hejtmanský post obhájil i v krajských volbách roku 2012, ve volbách v roce 2016 skončila ČSSD s Michalem Haškem jako lídrem kandidátky na třetím místě. Od roku 2008 do roku 2016 vykonával funkci předsedy Asociace krajů České republiky.
Ve volbách v roce 2010 se vrátil do Poslanecké sněmovny. Byl členem zemědělského výboru a volebního výboru. Poslancem byl zvolen z nevolitelného 11. místa kandidátky ČSSD na jižní Moravě preferenčními hlasy. Získal přitom nejvíce preferenčních hlasů voličů ČSSD v celé České republice a druhý nejvyšší počet preferenčních hlasů v parlamentních volbách ze všech zvolených poslanců. Po odchodu Jiřího Paroubka z čela ČSSD oznámil Michal Hašek svoji kandidaturu na předsedu ČSSD. Na 36. sjezdu ČSSD v Brně na jaře 2011 byl po vyrovnaném souboji s úřadujícím předsedou ČSSD Bohuslavem Sobotkou o funkci předsedy ČSSD zvolen statutárním místopředsedou ČSSD. V ČSSD pak kritizoval spolupráci s KSČM a dává přednost spolupráce s KDU-ČSL, částečně i s SPOZ.
V prosinci 2009 podala společnost Student Agency na Haška trestní oznámení kvůli jeho výrokům o „vyzobávání rozinek“ – lukrativních železničních tratí (M. Hašek: „Opakuji, pan Jančura vyzobal rozinky na jižní Moravě a podal nabídku pouze na některé trati.“). Podle zápisu z jednání její dceřiné společnosti RegioJet se zástupci kraje vybral tratě sám objednatel. Podle Jana Paroubka navíc není jasné, které tratě v režimu hrazení prokazatelné ztráty by měly být „rozinkami“. Trestní oznámení bylo policejním orgánem odloženo. Při prověřování policejní orgán dospěl mj.k závěru,že nabídka Regiojetu nebyla levnější a ekonomicky výhodnější než nabídka ČD. Po vytvoření nové krajské koalice ČSSD a KDU-ČSL (srpen 2010) Jihomoravský kraj avizoval záměr otevření regionální železniční dopravy od roku 2016. Kraj plánuje vypsat tendr na 55 procent tratí na území jižní Moravy. Cestujícím by měl tendr přinést nové soupravy, které budou podmínkou účasti v soutěži.

### Fiktivní tisková mluvčí
V červenci 2016 přinesl deník MF Dnes informaci, že Hašek nezná Lucii Proutníkovou, která měla v letech 2010–2012 zasílat některé jeho výroky médiím. Podle deníku se za fiktivním jménem údajně skrývá kontroverzní lobbistka Jana Mrencová, která byla nepravomocně odsouzena za nabízení úplatku k ovlivnění novinářů. Deník dále uvedl, že Hašek si u partnera Mrencové z veřejných peněz objednal před krajskými volbami marketingové služby v hodnotě 400 tisíc korun. Jméno Mrencové následně potvrdila bývalá krajská tisková mluvčí Denisa Kapitančiková, která dodala, že lobbistka měla mít s úřadem opakovaně uzavíranou smlouvu na částku kolem 200 tisíc korun na poskytování mediálních služeb a propagace kraje. Při pátrání po platbách pro Mrencovou novináři zjistili, že Jihomoravský kraj zaplatil minimálně 650 tisíc korun i firmě JT Media za publikaci pozitivních článků během tří let na zpravodajském serveru ParlamentníListy.cz. U firem Mrencové či jejího druha Miloše Skácela si kraj kupř. objednával fotografické služby, podle iDNES.cz ale ve skutečnosti práci vykonali zaměstnanci tiskového odboru krajského úřadu, kteří měli přikázáno výsledek práce poslat Mrencové; ta jej pak krajskému úřadu posílala zpátky.
Hašek nařčení ze zneužití úřadu a neoprávněné platby za údajně neprovedenou práci odmítl a informace označil za hrubý předvolební útok. Na tiskové konferenci zveřejnil mimo jiné dokumenty s podpisem bývalé tiskové mluvčí kraje Denisy Kapitančikové, kterými přebírala práci od agentury spojené s Janou Mrencovou. Taktéž poukázal na úspory v oblasti PR a marketingu, kterých měl kraj pod jeho vedením dosáhnout zastavením projektu jeho předchůdce Stanislava Juránka s názvem Listy Jižní Moravy. Ten stál ročně podle Haška cca 10 milionů Kč a po 4 letech vydávání Hašek smlouvu na další volební období neprodloužil, tím měl kraj ušetřit cca 40 milionů Kč. Následně prověřili smlouvy uzavřené mezi krajským úřadem a firmami propojenými s Janou Mrencovou členové kontrolního výboru jihomoravského zastupitelstva, ve kterém měla většinu krajská opozice. Dospěli k závěru, že nebyl porušen zákon ani interní předpisy kraje. Tento závěr podpořili ve výboru i jeho členové z opozičních stran. V létě 2017 oznámil státní zástupce, že po téměř ročním prověřování spolupráce Jihomoravského kraje s agenturou Jany Mrencové policií nebylo zjištěno nic, co by nasvědčovalo spáchání trestného činu, prozkoumáním dokumentace více než 30 zakázek a výslechem řady svědků bylo naopak zjištěno, že Mrencová i agentura kraji skutečně nikoliv fiktivně poskytovaly služby a celou věc odložila.

### Krajské volby 2016
Na krajské konferenci ČSSD v Tišnově v listopadu 2015 získal nominaci lídra kandidátky do krajských voleb v roce 2016. Následně Haškovu nominaci podpořilo vedení ČSSD a schválilo také stranické referendum v Jihomoravském kraji, kde získal 65procentní podporu spolustraníků.
Ve volbách byl pak zvolen z pozice lídra kandidátky ČSSD zastupitelem Jihomoravského kraje. Získal sice 8 103 preferenčních hlasů, ale jeho strana skončila až třetí za hnutím ANO a KDU-ČSL. ČSSD se pak sice stala součástí krajské koalice, ale samotný Hašek jako hejtman dne 16. listopadu 2016 skončil. Dále působí jako řadový zastupitel, kromě toho se vrátil k práci advokátního koncipienta v Advokátní kanceláři Jansta, Kostka (spoluvlastněné Miroslavem Janstou), kde podle svého vyjádření již dříve působil.
Vedle své koncipientské praxe a působení krajského zastupitele se stal v červenci 2018, po jmenování koaliční vlády ANO a ČSSD, externím poradcem ministra zemědělství Miroslava Tomana jako člen ministerské legislativní rady. Toman byl ministrem jmenován za ČSSD, v předchozích parlamentních volbách v roce 2013 však kandidoval jako lídr kandidátky SPO. Hašek zůstával rovněž neplaceným poradcem prezidenta Zemana pro regionální rozvoj.

### Podpora antikampaně referenda o nádraží
V polovině srpna 2016 předestřela některá media podezření, že Michal Hašek je spojen s antikampaní, kterou spolek Brno+ navádí občany Brna aby se vzdali účasti v místním referendu o poloze hlavního nádraží. Tuto úvahu opírá o svá pátraní v registru smluv Jihomoravského kraje, která ukazují, že spolek získal od kraje dotaci ve výši 197 tis. Kč. Dotaci schválila rada kraje, které Michal Hašek předsedá. Na začátku září se kraj za toto jednostranné rozhodnutí omluvil a rozhodl o poskytnutí stejné částky i přípravnému výboru referenda. V minulosti se hejtman Hašek vyslovil pro vyhlášení krajského referenda k otázce polohy nádraží v Brně, tato předsevzetí nebyla ale převedena ve skutečnost.

### Krajské volby 2020
V krajských volbách v roce 2020 obhájil za ČSSD post zastupitele Jihomoravského kraje. Na kandidátce figuroval původně na 18. místě, vlivem preferenčních hlasů ale skončil čtvrtý. Nicméně v dubnu 2021 na mandát krajského zastupitele kvůli neslučitelnosti funkcí rezignoval, jelikož se stal náměstkem ministra vnitra ČR.

## Parlamentní volby 2013
Ve volbách do Poslanecké sněmovny v roce 2013 kandidoval jako druhý v Jihomoravském kraji za Bohuslavem Sobotkou, získal však 25 531 preferenčních hlasů (Sobotka jen 22 175), a byl tak zvolen z prvního místa.
Den poté (27. 10. 2013) inicioval spolu s tehdejším brněnským primátorem Romanem Onderkou na jednání předsednictva ČSSD v Lidovém domě vyloučení předsedy strany Bohuslava Sobotky z vyjednávacího týmu o nové vládě, ačkoli ten byl 22. srpna Ústředním výkonným výborem ČSSD nominován na budoucího premiéra jako hlava vyjednávacího týmu. Vyzval také Bohuslava Sobotku, aby se vzdal postu předsedy strany, což odůvodnil nižším ziskem získaných hlasů pro jejich stranu, než se čekalo. Sobotka se této výzvě odmítl podřídit, přičemž se mu vzápětí v prostředí mladých sociálních demokratů začala formovat podpora předsedy strany. Následující vývoj dostal živelný spád, který spíše ukázal na větší podporu předsedy Sobotky ve straně, než se Michal Hašek původně domníval. Budoucí koaliční partneři (např. Babiš), stejně jako veřejnost samotná, se také přiklonili na stranu řádně zvoleného předsedy B. Sobotky. V souvislosti s nedělní výzvou byla později probírána tajná schůzka u prezidenta Miloše Zemana, na které měli dostat instrukce k dalšímu postupu. Michal Hašek tuto zmíněnou schůzku, kterou nepřímo monitorovala některá česká media, v živě vysílaném pořadu na ČT24 Interview Daniely Drtinové popřel, Milan Chovanec, její další účastník ji naopak potvrdil. Michal Hašek získal v postupném vývoji nejprve v prostředí Sobotkových sympatizantů, později obecně stigma „pučisty“ a zrádce a dočkal se množících se výzev k odchodu z funkcí. Hašek o několik dní později přiznal, že na dané schůzce skutečně byl. V médiích byl označen za sběratele funkcí a politického lháře.
Dne 8. listopadu 2013, ráno, poté, co Zdeněk Škromach oznámil svou rezignaci na místopředsedu strany, odstoupil ze svých stranických funkcí i Hašek, společně s ním učinil stejný krok také další účastník tajné schůzky s prezidentem Jeroným Tejc. Své rozhodnutí Hašek zdůvodnil reflexí špatného volebního výsledku, nutností zklidnit vnitrostranickou situaci a negativní mediální kampaní proti své osobě. Spolu s Jiřím Zimolou, Josefem Novotným a Jiřím Běhounkem veřejně oznámil, že se v nejbližší době definitivně rozhodnou, zda si ponechají svůj mandát hejtmana, nebo poslance. Dodali také, že předloží svůj vlastní návrh, v kterém budou dané legislativní změny reflektovat.
Dne 23. dubna 2014 oznámil, že se vzdává funkce poslance Poslanecké sněmovny PČR a nadále zůstává hejtmanem Jihomoravského kraje. Splnil tak vnitrostranické usnesení zakazující souběh funkcí. Ve středu 30. dubna 2014 odevzdal notářský zápis o své rezignaci na poslanecký mandát předsedovi Sněmovny Janu Hamáčkovi. Ve Sněmovně jej nahradil Vlastimil Gabrhel.

## Náměstek ministra vnitra ČR
Dne 27. dubna 2021 oznámil ministr vnitra ČR Jan Hamáček, že si Haška vybral za svého politického náměstka. Nahradil tak Jakuba Kulhánka, který se stal ministrem zahraničních věcí ČR. Podle Hamáčkových slov se zaobíral odbornou prací. Post náměstka opustil v prosinci 2021 ještě před jmenováním nové vlády Petra Fialy.

## Komisař úřednické zkoušky
Na začátku úřadování ministra vnitra Víta Rakušana, dne 18. ledna 2022, se Hašek na ministerstvo vrátil jako lektor a komisař úřednické zkoušky v oblasti zákona o krajích.
Po Haškově vstupu do strany PRO 2022 v roce 2024 se sám Rakušan vyjádřil, že o Haškově angažmá na ministerstvu něvěděl a že se mu nelíbí, ale že politické smýšlení není důvodem pro vyhazov.

## Pozastavení politických aktivit
V dubnu 2022 pozastavil členství v ČSSD. Podle svého vyjádření se tak rozhodl z profesních důvodů, jelikož od ledna 2022 působí jako samostatný advokát a pracuje na projektech, kdy ze strany klientů akceptoval požadavek, aby utlumil své politické aktivity.

## Návrat do politiky, strana PRO
V roce 2024 se vrátil do aktivní politiky, když byl 27. ledna v Brně zvolen předsedou jihomoravské krajské organizace strany Právo Respekt Odbornost (PRO 2022; od roku 2025 PRO) Jindřicha Rajchla.
Ve volbách do Evropského parlamentu v červnu 2024 kandidoval jako člen strany PRO 2022 na 3. místě kandidátky uskupení „PRO – Jindřicha Rajchla“ (tj. strana PRO 2022 a hnutí SV PRO ZS). Strana však získala pouze 2,15 % hlasů, takže neuspěl.
V červenci 2025 kritizoval podobu spojenectví strany PRO v rámci koalice s hnutím SPD, Trikolorou a Svobodnými pro sněmovní volby v roce 2025 s tím, že se obává, že hlasy voličů PRO mohou jen napomoci k zisku mandátů hnutí SPD. Ačkoliv se spekulovalo o jeho kandidatuře za PRO, hnutí SPD kandidáty PRO v Jihomoravském kraji a dalších 10 krajích vůbec na kandidátní listiny nezařadilo.

## Funkce
Funkce Michala Haška k říjnu 2017:
- člen správní rady Masarykovy univerzity[79]
- člen okresního výkonného výboru ČSSD Brno-venkov[80]
- poradce prezidenta republiky pro oblast regionálního rozvoje

Do roku 2013 zastával další funkce (až kolem 30), které podle jeho vyjádření vyplývaly z pozice hejtmana a poslance a byly nehonorované (poslanecký plat v letech 2010–2013 věnoval na charitativní účely). Kvůli souběhu mnoha funkcí byl kritizován, například za svou častou neúčast na hlasováních Poslanecké sněmovny. Od roku 2010 se jako poslanec účastnil pouze 23 % hlasování.
Po rezignaci na funkci poslance omezil počet svých funkcí, v listopadu 2015 jich zastával už méně než deset, k prosinci 2016 pět.